# Рабы лампы
«Рабы лампы» — российская рэп-группа из Москвы, образованная в 1996 году. В состав группы входили Алексей «Грюндик» Перминов и Максим «Джип» Гололобов. Группа была частью московского хип-хоп-объединения D.O.B. Community.
Автором большей части текстов и музыки группы был Грюндик. Творчество коллектива было пропитано психоделической и экзистенциальной тематикой, связанной с наркотиками, городской обстановкой, ощущением тревоги и отчуждения, суицидом.
Группа выпустила всего один альбом в 1998 году. После трагической смерти Грюндика в 2000 году Джип начал работать над записью второго альбома вместе с Михаилом Гуманковым, но после записи четырёх песен группа прекратила своё существование в 2003 году.

## История
Идея создания сольного проекта для Алексея «Грюндика» Перминова родилась у Андрея «Лигалайза» Меньшикова ещё в момент записи альбома для проекта Slingshot в 1994 году. В результате чего Лигалайз написал для Грюндика куплет для будущей песни «Рабы лампы». В 1995 году Лигалайз познакомился с Максимом «Джипом» Гололобовым и решил из сольного проекта сделать дуэт. Пригласив к себе домой обоих рэперов, Лигалайз придумал название для нового проекта — «Рабы лампы». По словам Джипа, в проекте он принимал участие только как второй вокалист, поскольку автором всех текстов и музыки был Грюндик, который также оплачивал студийное время.
Для нового проекта Лигалайз выбрал семплы, из которых нужно сделать музыку для песен «Рабы лампы» и «Нет надежды впереди», но записать их на студии не успел, поскольку уехал в Конго в начале 1996 года. Первые два трека, «Нет надежды впереди» и «Одиночка», были записаны в 1996 году на студии MixArt Studio у знакомого Джипа, Александра Корнышева, который ранее работал с группой К.Т.Л. Ди.Л.Л. С ними группа выступила на совместном концерте с группой D.O.B. Следующие два трека, «Рабы лампы» и «TV shit», были записаны в том же году на другой студии со звукорежиссёром Виктором «Мутантом» Шевцовым. Первые три трека — «Нет надежды впереди», «Одиночка» и «Рабы лампы» — Грюндик сразу же отправил посылкой Лигалайзу в Конго.
Приехав из Конго в ноябре 1996 года, Лигалайз сначала послушал две новые песни «Рабов лампы», «На троих» (feat. Sir-J) и «ПККЖС», а затем продемонстрировал им свои новые навыки речитатива, после прослушивания которых Грюндик решил, что Лигалайз напишет текст ко всем трём куплетам для новой песни «Рабы рифмы». По словам Лигалайза, песня была записана на студии у Виктора «Мутанта» через день после его возвращения в Россию.
В 1997 году Грюндик начал уже самостоятельно заниматься продюсированием, принося в студию музыку, из которой нужно вырезать семпл. Таким образом он придумал музыку к песням «TV shit», «ПККЖС» и «Каждому своё». При этом скретч в песне «TV shit» был сделан Лигалайзом. В трёх «междусловиях», записанных за одну смену, Грюндик использовал поверх голоса музыку из фильмов Чарли Чаплина. В основе песни «Тебе будет легче» лежит незаконченный текст Кирилла «Тюленя» Лисовского (К.Т.Л. Ди.Л.Л.). Джип лишь добавил несколько слов, а затем показал готовый текст Грюндику, который принял решение записать этот трек.
Первые песни «Рабов лампы» были выпущены на сборниках «Hip-Hop Master: Супер Вечеринка» московского лейбла «Элиас Records». В частности, их первый сингл «Нет надежды впереди» вышел на сборнике «Hip-Hop Master: Супер Вечеринка № 1» (1997), композиция «Одиночка» — на сборнике «Hip-Hop Master: Супер Вечеринка № 2» (1997), а трек «Это не больно» — на сборнике «Hip-Hop Master: Супер Вечеринка № 3» (1997).
В дальнейшем Джип стал всё реже появляться на студии из-за отношений с девушкой. К примеру, текст песни «Каждому своё», написанный Грюндиком, изначально должен был исполнить Джип, но поскольку он не приехал на студию, то песню исполнил Грюндик. Последние треки для альбома писались порознь. Таким образом была записана их последняя совместная песня «Ода уходящего года». В интервью для журнала Hip-Hop Info Джип назвал проект «Рабы лампы» продолжением традиций К.Т.Л. Ди.Л.Л.:
«Рабы лампы» — это было завершение наркотического опьянения. Альбом писался в то время, когда и я, и Грюндик завязывали, уходили из всего этого болота. Этот диск и стал той точкой, агонией для меня и для всех, кто меня окружал, прощанием с этой дрянью.
В апреле 1998 года группа выпустила на аудиокассетах дебютный и единственный альбом «Это не больно» на лейбле «Элиас Records». Альбом состоит из 13 треков и был записан и сведён в период с 1996 по 1998 год звукорежиссёром Александром Корнышевым и Виктором «Мутантом» Шевцовым. Мастеринг альбома сделал Шевцов в студии «2S». В записи альбома приняли участие рэперы Лигалайз и Sir-J. Музыку для альбома создал Грюндик при участии Sir-J и Лигалайза. Все тексты для альбома написал Грюндик при участии Джипа («Тебе будет легче»), Лигалайза («Рабы рифмы») и Sir-J («На троих»). Исполнительным продюсером проекта был Master Spensor. Альбом содержит композиции наркотического, суицидального и философского характера. На обложке альбома изображён наркоман, пускающий по вене героин. Заглавную песню альбома Грюндик посвятил своему пристрастию к запрещённым веществам. Названия композиций на обложке альбома были написаны исковерканным языком, напоминая то, что стало потом называться жаргоном падонков.
Осенью 1999 года группа «Рабы лампы» приняла участие в записи совместной песни с группой Ю.Г. и рэпером Sir-J — «Ода уходящего года». Музыку к песне сделали Sir-J и Андрей Кит. Грюндик первым придумал текст для «Рабов лампы», на основе которого Александр «Макъ» Тищенко написал тексты для группы Ю.Г., а затем к ним присоединился Sir-J. В 2000 году песня вошла в дебютный альбом группы Ю.Г., «Дёшево и сердито», а также в альбом «М. С. — Мастера Слова» группы D.O.B.
Осенью 1999 года Грюндик поучаствовал в брейкбит-проекте Виктора «Мутанта» Шевцова — T.Bird, в рамках которого успел записать всего один демо-трек «Плата за вход». Весной 2000 года Грюндик создал с Симоной Йёри проект «Змей и Радуга», в рамках которого был записан трек «Лето», который позже был выпущен в альбоме «100 преград преодолев» группы D.O.B. Community.
В начале 2000 года голландский студент-документалист Jean-Paul van Kouwen снял в Москве для своего диплома документальный фильм о русском хип-хопе HipHopHeroes: Underground Kings, в котором снялись группы Ю.Г., D.O.B. Community, Nonamerz и «Рабы лампы».
12 июня 2000 года Алексей Перминов скончался в возрасте двадцати четырёх лет от передозировки наркотиков. Джип позже рассказал о последней встрече с Грюндиком:
Я помню нашу последнюю встречу. Дома мы обсуждали проект нового альбома «Рабов лампы», читали тексты, послушали пару семплов. И вот сидели мы чего-то, тёрли, и я вдруг обратил внимание, что пропала эта его сияющая улыбка, стала она какой-то очень грустной. Тогда он сказал мне, что скоро умрёт. Через две недели Лёлик умер.
14 декабря 2001 года на лейбле RAP Recordz был переиздан дебютный альбом группы. Он вышел под сокращённым названием «Это не б.». Альбом был выпущен на аудиокассетах и компакт-дисках с добавлением фрагментов интервью Грюндика, ранее не издававшихся песен и бонус-треков при участии групп «Туши Свет», Ю.Г., а также артистов объединения «Империя». В альбом также вошла песня «Мой друг», исполненная Джипом и Михаилом Гуманковым. В 2005 году в интервью для портала Rap Style исполнительный продюсер RAP Recordz, Dime, рассказал о деталях переиздания альбома
С 2001 по 2003 год Джип совместно с Михаилом Гуманковым записал четыре новых трека и выпустил их от имени группы «Рабы лампы»: «Мой друг» (2001), «Жизнь такая…» (2002), «Личное» (2003), «Последнее воскресенье» (2003). По словам Джипа, Грюндик планировал в дальнейшем сделать более электронный проект, который Джип и воплотил в жизнь. Позже Джип выпустил ещё один трек «Помойка», записанный в этот период. В 2018 году в интервью для видеоблога Inside Show Джип рассказал о том, что все тексты в этих песнях были написаны им самим.
В 2009 году несколько рэперов дали интервью для документального сериала «Хип-хоп в России: от 1-го лица», в котором рассказали о знакомстве с группой «Рабы лампы». Dime рассказал о смерти рэпера, Jeeep — о создании проекта «Рабы лампы», Андрей Кит — о записи совместного трека «Ода уходящего года», Лигалайз — о создании проекта, о записи первых песен и записи совместного трека «Рабы рифмы» после возвращения из Конго в ноябре 1996 года, Master Spensor — о записи альбома «Это не больно».
В 2014 году переиздание дебютного альбома впервые было выпущено на цифровых площадках на лейбле AVK Production.
В 2020 году альбом «Это не больно» впервые был выпущен на виниле тиражом в 200 копий на лейбле ZBS Records. Издание содержит оригинальную кассетную версию, а в качестве обложки было взято оформление переиздания 2001 года.

## Памяти Грюндика
В 2000 году после смерти Грюндика московские группы Ю.Г. и D.O.B. Community образовали хип-хоп-объединение «Империя» и записали трек «Посвящение» в память о нём при участии Стахея из группы «Тени». Позже песня вышла в сборнике «Лучший хип-хоп 2» летом 2001 года, а также в переиздании альбома «Это не больно» в 2001 году.
В 2001 году, к годовщине смерти, родители Грюндика при поддержке его многочисленных друзей выпустили небольшим тиражом книгу его стихов под названием «Мой декаданс». Книга содержит рисунки Грюндика и более двухсот стихотворений, среди которых и тексты альбома «Это не больно», а также текст песни «Посвящение».
В 2002 году московская группа Ю.Г. записала песню «Пока никто не умер», которая дала название их новому альбому. Не только эта песня, но и сам альбом был полностью посвящён памяти Алексея «Грюндика» Перминова.
26 сентября 2008 года в преддверии дня рождения Алексея «Грюндика» Перминова его друзья, поклонники и соратники впервые за долгое время собрались вместе, чтобы почтить его память и начать совместную работу над документальным фильмом о его жизни и творчестве. Фильм задумывался как «некое арт-действие на основе творческого наследия Алексея».
13 ноября 2009 года группа МСК (ex.-Ю.Г.) сыграла живьём кавер-версию песни «Это не больно» группы «Рабы лампы» в клубе Грибоедов в Санкт-Петербурге.
В 2010 году рэпер Наум Блик (из группы Ek-Playaz) записал песню «Средь собачьих стай» на стихи Перминова, которая вышла в его дебютном альбоме «Re:Поэты».
6 октября 2013 года в Москве состоялся второй по счёту вечер памяти Алексея «Грюндика» Перминова.
В 2013 году на краудфандинг-платформе Boomstarter была запущена кампания по сбору средств на переиздание книги стихов Алексея «Грюндика» Перминова, «Мой декаданс».
12 июня 2016 года, в день 16-й годовщины смерти Алексея «Грюндика» Перминова, вышел документальный фильм творческого объединения UGW, Грюндик «Раб лампы», посвящённый жизни Перминова. В фильме приняли участие: Лигалайз, Sir-J, Симона Йёри, Джип, Медный, Андрей Кит, Dime, Бледный, Лиммон Джи, Мелкий, Мутант и Дмитрий Перминов. 30 сентября 2016 года фильм был выпущен на DVD вместе с компакт-диском, на котором собраны две версии альбома, книга стихов «Мой декаданс», фото, видео и прочие материалы.

## Критика

### Ретроспектива
В 2001 году журнал «RAPпресс» назвал альбом «Это не больно» культовым сразу после выхода.
В 2007 году российское издание журнала Billboard назвало группу «Рабы лампы» одним из «королей андеграунда Москвы».
В 2015 году портал The Flow, написал, что Грюндик — «единственный, помимо Дельфина, выходец из рэпа, чьи тексты были изданы в виде книги стихов», и что он «больше прочих заслуживал того, чтобы называться поэтом».
В 2018 году портал Rap.ru, делая ретроспективный обзор альбома «Это не больно», назвал его одним из главных альбомов жанра, который до сих пор остаётся неизвестным и не до конца понятным широким массам.
В 2019 году редактор портала «По Фактам», Лео Ковалёв, охарактеризовал альбом как «один несовершенный, но пробирающий до мурашек релиз».

### Рейтинги
В 2007 году главный редактор портала Rap.ru, Андрей Никитин, поместил альбом «Это не больно» в список главных альбомов русского рэпа.
В 2009 году журналисты портала Rap.ru, Андрей Никитин и Руслан Муннибаев, поместили альбом «Это не больно» в свой список «10 важнейших альбомов русского рэпа»:
Лидер «Рабов», Грюндиг, был Куртом Кобейном и Джимом Моррисоном русского хип-хопа в одном лице. Ни до, ни после него — Грюндиг умер в 2000-м от передозировки — русское рэп-слово не сближалось так близко с рок-поэзией. Пронзительные, беспокойные стихи поэта и наркомана об одиночестве, любви и героине, наложенные на скупой бит, точно отражали реалии растерянной середины русских 1990-х. Грюндиг оставил после себя один альбом, полдесятка совместных песен и книгу стихов с собственными иллюстрациями, но и этого было достаточно для того, чтобы записать его в историю современной музыкальной культуры.
В 2020 году музыкальный редактор интернет-издания Vatnikstan, Иван Белецкий, поместил альбом «Это не больно» в список «Русский рэп 1990‑х: десять главных альбомов», назвав Грюндига «одним из самых заметных деятелей андеграундного московского хип-хапа 1990‑х гг.».

## Дискография
Студийные альбомы
- 1998 — Это не больно (лейбл: Элиас Records) (аудиокассета)

Переиздания
- 2001 — Это не б. (лейбл: RAP Recordz) (аудиокассета, компакт-диск)
- 2020 — Это не больно (лейбл: ZBS Records) (грампластинка)

Компиляции
- 2016 — Грюндик «Раб лампы» (лейбл: UGW/RAP Recordz) (MP3)

Первое издание (1998)
1. Робы ламбы
2. Эта ни больна
3. Миждусловее 1
4. Тибе будет! лекче
5. Адинотчка
6. Мештусловие 2
7. Тивизщид
8. Песинка кароткая как жизнь
9. Каштаму свойо
10. Миштусловее 3
11. Рабы рифмы (feat. Ligalize)
12. Неt нодешды впириди
13. На траих (feat. Sir-J)

Второе издание (2001)
1. Рабы лампы
2. D.O.B. In Effect (skit)
3. Это не больно
4. Междусловие 1
5. Тебе будет легче
6. Одиночка
7. Междусловие 2
8. Диктофоны (skit)
9. TV Shit
10. ПККЖС
11. Каждому своё
12. Междусловие 3
13. Значит было за что (skit)
14. Рабы рифмы (feat. Legalize)
15. Нет надежды впереди
16. По поводу… (skit)
17. На троих (feat. Sir-J)
18. Стёб? (skit)
19. Намёки (feat. ТУШИ СВЕТ)
20. Имена, которые все знают… (skit)
21. Мой друг
22. Ода уходящего года (feat. Sir-J и Ю.Г.)
23. Посвящение (Империя)
24. Конец альбома

Третье издание (2020)
1. Рабы лампы
2. Это не больно
3. Междусловие 1
4. Тебе будет легче
5. Одиночка
6. Междусловие 2
7. TV Shit
8. ПККЖС
9. Каждому своё
10. Междусловие 3
11. Рабы рифмы (feat. Legalize)
12. Нет надежды впереди
13. На троих (feat. Sir-J)

Синглы
- «Мой друг» («Это не б.», 2001)
- «Жизнь такая…» (Rapland 4, 2002)
- «Личное» (Хип-хоп квартал (январь-февраль-март), 2003)
- «Последнее воскресенье» (Хип-хоп квартал (июль-август-сентябрь), 2003)

Гостевые участия
- «Намёки» (Туши Свет feat. Рабы лампы) (1998)
- «Ода уходящего года» (Ю.Г. feat. Рабы лампы и Sir-J) (2000)

Синглы Грюндика
- «Алкоты» (Jazz Town: Грюндик и DJ Слон) (1994)
- «А зачем это надо?» (Новый Завет: Грюндик и Купорос) (1994)
- «Каждый о своём» (Мало Не Покажется feat. Грюндик, Медный & Груз) (1998)
- «Плата за вход» (T.Bird feat. Грюндик) (1999)
- «Лето» (Змей и Радуга: Грюндик и Yori) (2000)

## Чарты и ротации
В 2003 году песни «TV Shit» и «ПККЖС» группы «Рабы лампы», а также песня «Каждый о своём» группы «Мало Не Покажется» при участии Грюндика прозвучали в хип-хоп-передаче «Фристайл» на «Нашем Радио».